# إليزابيث أمسدن
إليزابيث أمسدن (بالإنجليزية: Elizabeth Amsden )‏;( 27 مارس 1881 , بوسطن - 20 يوليو 1966 , نيويورك ) مُمَثلة ومُغَنية أُوبِرالية أمريكية من طبقة السوبرانو.
بدأت عَملها كَمُغَنية أوبرالية خلال أوائل القرن العشرين, كما ظهرت في العديد من الأدوار الصغيرة في أفلام هوليوود بين عام 1923 وعام 1946.

## حياتها
ولدت في بوسطن ولكِن خلال أيام دراستها انتقلت عائلتها إلى رود ايلاند وفي عام 1892 دخلت المدرسة الدولية للمُغنين في بوسطن ثم ذهبت إلى باريس حيثُ بقيت لمدة ست سنوات قبل أن تبدأ بالغناء وتَشتهر وغنت لأول مرة في دار الأوبرا الملكية عام 1910.
تَزوجَت لأول مرة من المُغني الفرنسي الكندي جوزيف روير ولَكِن زواجهما باءَ بالطلاق ثم تزوجت من الناقد الموسيقي تشارلز سوير الذي توفي عام 1935 ثم تزوجت من Gabriel Chaminadas وتوفيت عام 1966 في نيويورك ودُفنت هُناك.